# Corvus validus
La cornacchia beccolungo o corvo beccolungo, noto anche come cornacchia delle Molucche o corvo delle Molucche (Corvus validus Bonaparte, 1850) è un uccello passeriforme della famiglia dei corvidi.

## Etimologia
Il nome scientifico della specie, validus, deriva dal latino e significa "robusto", in riferimento alla taglia e all'aspetto di questi uccelli.

## Descrizione

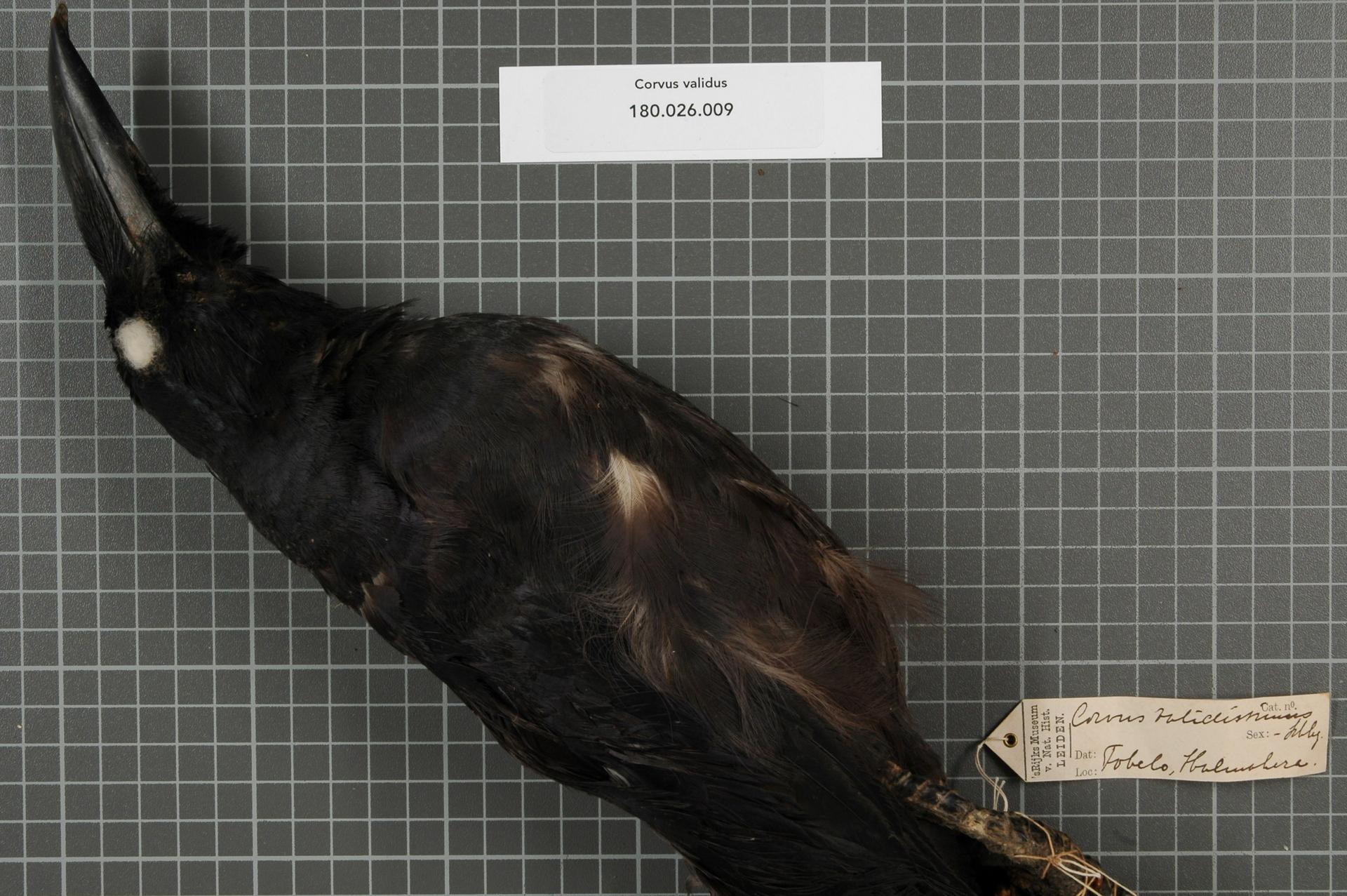
Veduta laterale di esemplare impagliato.

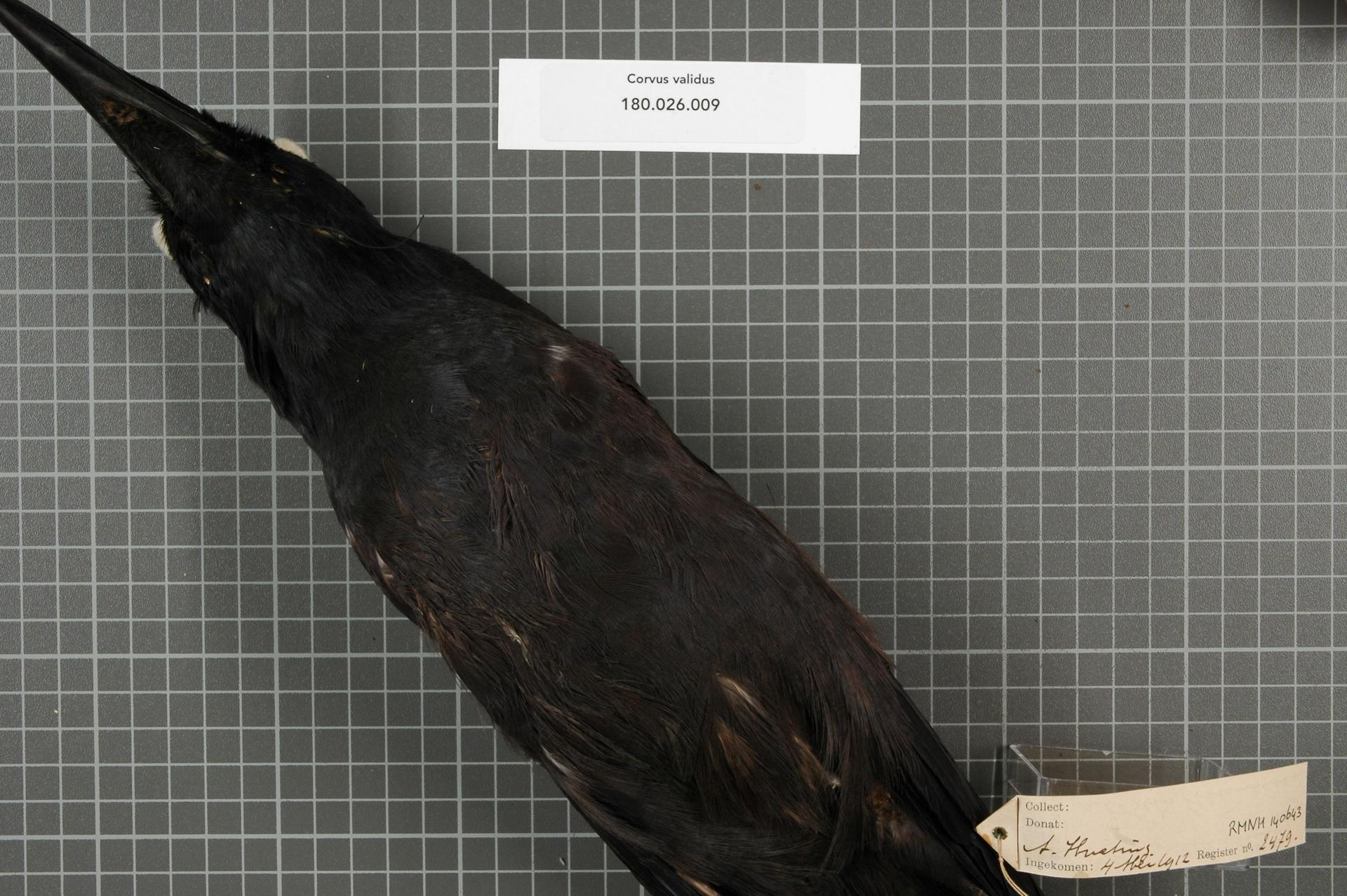
Veduta ventrale di esemplare impagliato.

### Dimensioni
Misura 46-53 cm di lunghezza, per 300 g di peso.

### Aspetto
i tratta di uccelli dall'aspetto robusto ma slanciato, muniti di testa arrotondata con becco conico, allungato (da cui il nome comune della specie), appuntito e lievemente ricurvo verso il basso, con collo robusto, ali digitate, zampe forti e coda squadrata e piuttosto corta.
Il piumaggio è interamente di colore nero lucido, più scuro su testa, ali e coda e lievemente più opaco su dorso, petto e ventre.

I due sessi sono simili nell'aspetto e nella colorazione.
Il becco e le zampe sono anch'essi di colore nero: gli occhi sono invece di un caratteristico colore azzurro-grigio.

## Biologia
Si tratta di uccelli diurni e moderatamente gregari, che vivono in gruppi di una decina d'individui, generalmente a base familiare: essi passano gran parte della giornata nella canopia o fra i rami alti, muovendosi alla ricerca di cibo e facendo ritorno sul far della sera verso i rami di un albero alto dove passare la notte al riparo dai predatori.
Si tratta di uccelli vocali e chiassosi come un po' tutti i corvidi: il richiamo del corvo beccolungo è un gracchio nasale e piuttosto fluido.

### Alimentazione
Si tratta di uccelli onnivori, la cui dieta è composta perlopiù di frutta, bacche e semi, comprendendo anche una buona percentuale di insetti ed altri invertebrati, nonché più sporadicamente piccoli vertebrati e uova.

### Riproduzione
Mancano informazioni circa la riproduzione del corvo beccolungo: tuttavia, si ha motivo di ritenere che essa non differisca in maniera significativa, per modalit e tempistica, da quanto osservabile nelle altre specie di corvo.

## Distribuzione e habitat
Il corvo beccolungo è endemismo delle Molucche settentrionalinell'estremità orientale dell'Indonesia: la specie popola le isole di Halmahera, Kayoa, Obira e Bacan.
L'habitat di questi uccelli è rappresentato dalla foresta pluviale di pianura e di collina, con predilezione per le aree di foresta primaria, sebbene localmente li si possa incontrare anche nella foresta secondaria, purché matura e con buona copertura arborea.